# Tomáš Kučera (lyžař)
Tomáš Kučera (* 8. srpna 1948, Jablonec nad Nisou) je bývalý československý lyžař, sdruženář. Jeho synem je bývalý sdruženář Milan Kučera. Závodil za Duklu Liberec.

## Lyžařská kariéra
Na X. ZOH v Grenoble 1968 v severské kombinaci skončil na 4. místě a na XI. ZOH v Sapporu 1972 skončil na 6. místě.